# مقاطعة شكي
مقاطعة شَكي (بالتركية الأذرية: Şəki rayonu/شَکی رایونو) هي مقاطعة في أذربيجان، بلغ عدد سكانها 176٬000 نسمة، عاصمتها شكي، تبلغ مساحتها 2٬432٫75 كيلومتر مربع.